# 2403 Šumava
2403 Šumava eller 1979 SQ är en asteroid i huvudbältet som upptäcktes den 25 september 1979 av den tjeckiske astronomen Antonín Mrkos vid Kleť-observatoriet i Tjeckien. Den är uppkallad efter bergskedjan Böhmerwald som i Tjeckien kallas Šumava.
Asteroiden har en diameter på ungefär 9 kilometer.